# ZPU-4

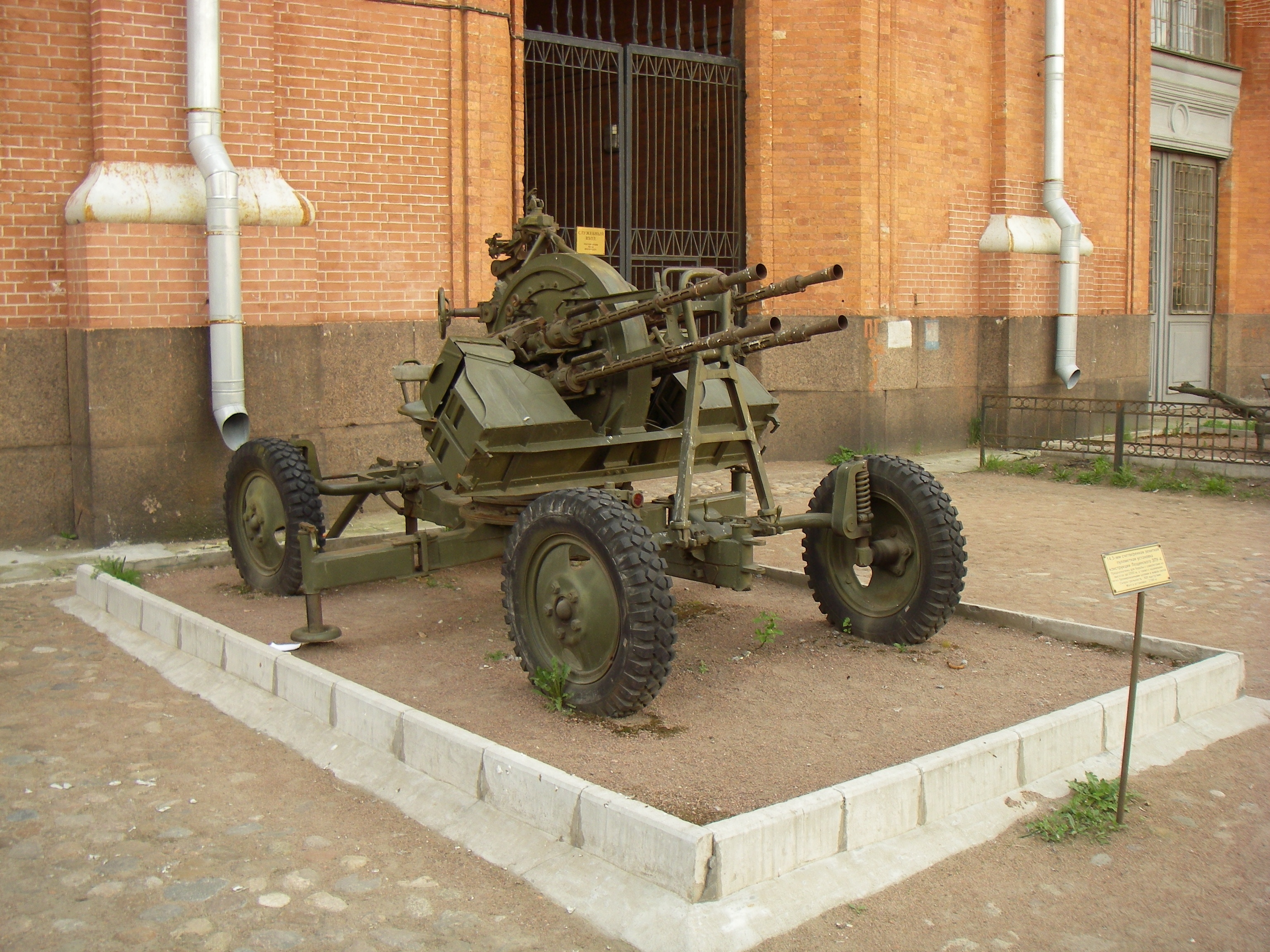
ZPU-4, Artilleriemuseum St. Petersburg

Bei der ZPU-4 (russisch ЗПУ-4: зенитная пулеметная установка) handelt es sich um ein schweres mehrläufiges Flugabwehr-Maschinengewehr des Kalibers 14,5 mm aus sowjetischer Produktion. Die Waffe entstand auf Basis des Maschinengewehres KPW (russisch КПВ: Крупнокалиберный пулемёт Владимирова).

## Entwicklungsgeschichte
Die Entwicklung des KPW begann bereits 1943, die Serienproduktion konnte jedoch erst 1949 aufgenommen werden. Das MG kam in der Sowjetarmee als Infanterieunterstützungswaffe zum Einsatz. Aufgrund seiner Leistungsfähigkeit konnten mit ihm auch leicht gepanzerte Ziele auf Entfernungen bis zu 800 m und nicht gepanzerte bis auf eine Entfernung von 2000 m bekämpft werden. Da sich während des Zweiten Weltkrieges der Bedarf an leistungsfähigen Fliegerabwehrwaffen zur Unterstützung der Infanterie auf dem Gefechtsfeld deutlich gezeigt hatte, entstand die Idee, das MG als Fliegerabwehrwaffe zu verwenden. Während die eigentliche Waffe unverändert blieb, wurden für das Fla-MG Ein- bzw. Zweiachslafetten entwickelt. Dabei entstanden eine einrohrige (ZPU-1), zweirohrige (ZPU-2) und eine vierrohrige (ZPU-4) Ausführung.
Die Entwicklung der ZPU-4 begann bereits vor Aufnahme der Serienproduktion des KPW im Jahr 1945. Der Entwicklungsauftrag wurde sowohl dem Werk Nr. 2, als auch dem OKB-43 (ОКБ-43) erteilt. Erste Erprobungen zeigten die Überlegenheit der im Werk Nr. 2 unter Leitung von I. S. Leszczynski (И.С. Лещинский) entwickelten Waffe. Nach Abschluss der Konstruktion wurde die Waffe 1946 erprobt, zwischen August und Oktober 1948 fand die Truppenerprobung statt. Der Beschluss zur Übernahme der ZPU-4 in die Bewaffnung der Sowjetarmee wurde 1949 gefasst.

## Konstruktion

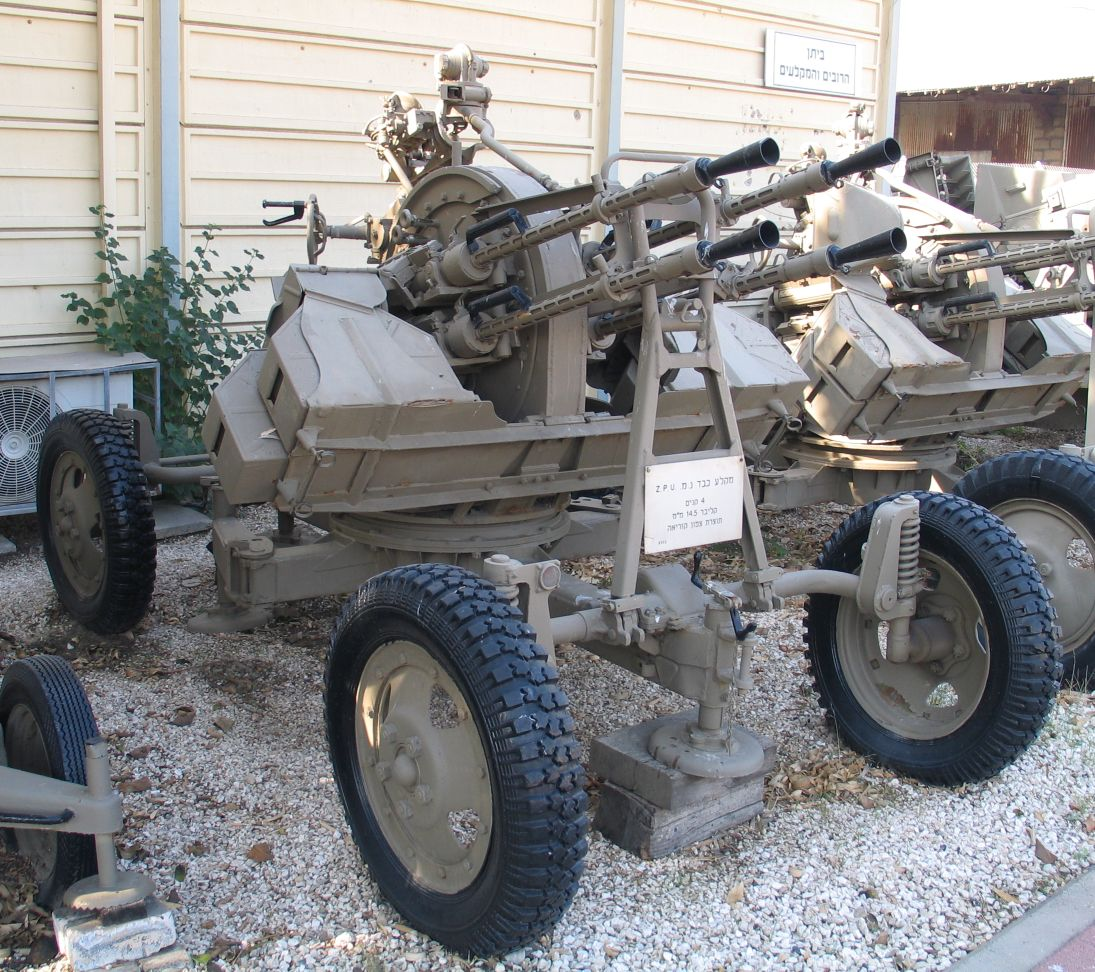
ZPU-4 in Marschlage, Stützteller eingefahren, Rohre gezurrt

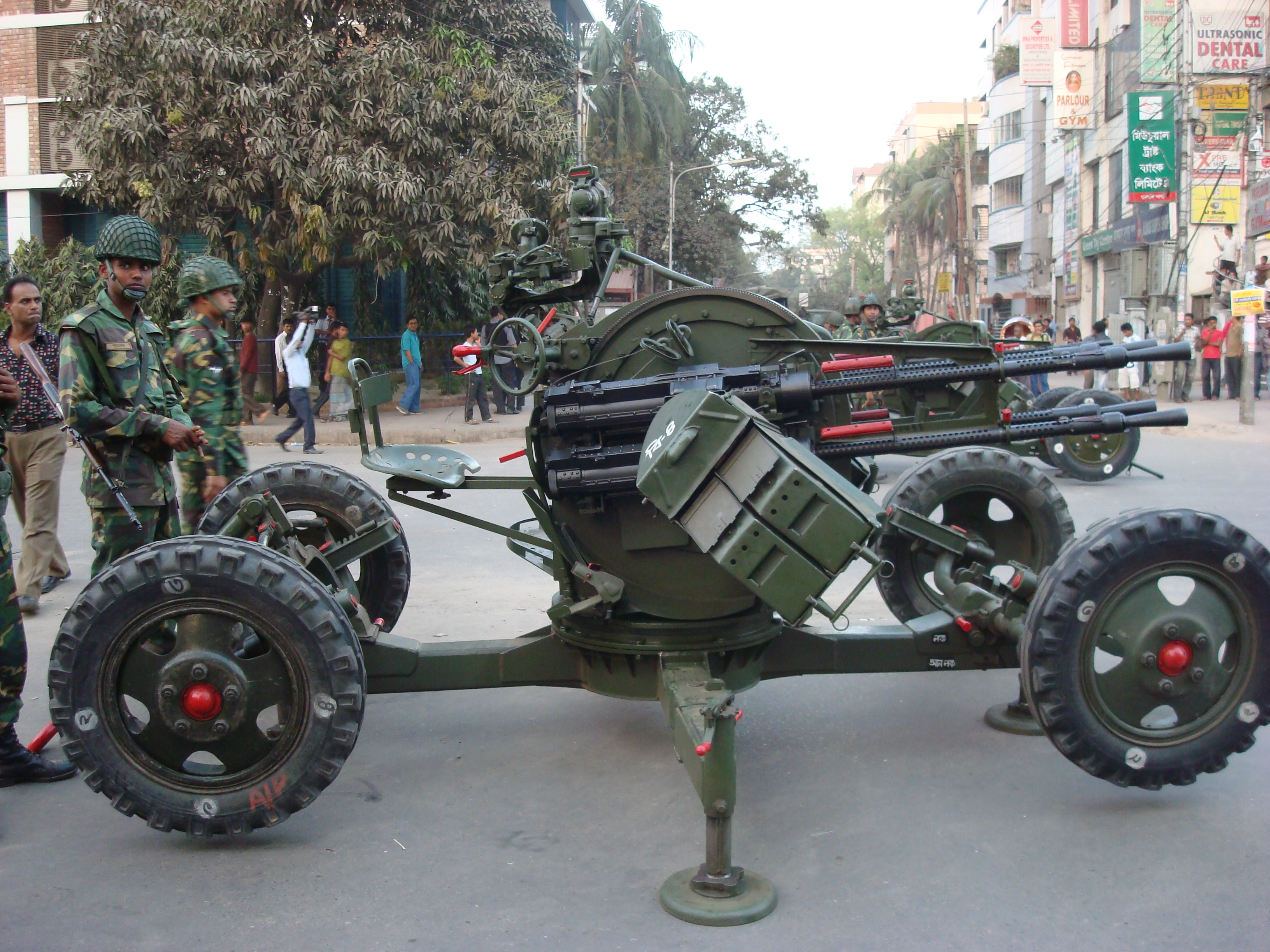
ZPU-4 in Gefechtslage, Stützteller ausgefahren

Die Waffe wurde auf einer zweiachsigen Kreuzlafette mit Achsschenkellenkung montiert. Die gesamte Waffe mit Lafette wog 2,1 t. Die Räder der Lafette waren mit Schaumstoff gefüllt, was eine hohe Beschussfestigkeit und Widerstandsfähigkeit gegen Schäden ergab, jedoch war das Fahrverhalten aufgrund der Lenkung und der Bereifung bei hohen Geschwindigkeiten auf der Straße kritisch. Das Feuer konnte aus der Marschlage eröffnet werden, normalerweise wurde jedoch aus der Gefechtslage geschossen, bei der vier Stützteller an der Unterlafette ausgefahren wurden. Beim Schießen aus der Marschlage war die Treffergenauigkeit aufgrund der Schwingungen des Fahrgestells geringer. Als größter Nachteil der Waffe erwiesen sich Schwingungen der Oberlafette beim gleichzeitigen Feuern aus allen vier Läufen, da die Waffen nicht zum gleichen Zeitpunkt zurückliefen. Die Lebensdauer der Läufe war ebenfalls gering. Das Waffensystem ist bis zu einer Wassertiefe von ungefähr einem Meter watfähig. Die Lafette konnte innerhalb von 60 bis 80 Sekunden aus Marsch- in Gefechtslage und umgekehrt gebracht werden. Die Besatzung bestand aus insgesamt sechs Mann.
Als Visier kam ursprünglich das APO-14,5 (АПО-14,5) zum Einsatz. Da dieses Visier jedoch als unzureichend eingeschätzt wurde, wurde 1950 die Entwicklung eines einheitlichen neuen Visiers für die ZPU-2 und die ZPU-4 angewiesen. Die ab 1950 entwickelten Visiere ZAPP-2 (ЗАПП-2) und ZAPP-4 (ЗАПП-4) ermöglichten die Bekämpfung von Zielen bis zu einer Höhe von 2000 m und Fluggeschwindigkeiten bis 300 m/s. Die Serienproduktion wurde 1955 aufgenommen. Das Visier ZAPP-2 wurde später zum Visier ZAP-23 (ЗАП-23) für die ZU-23 weiterentwickelt.
Die Waffe verschoss gegurtete Munition. An der Waffe kamen Gurtkästen mit je 150 Schuss zum Einsatz. Mit der verwendeten Patrone 14,5 × 114 mm konnten Luftziele bis zu einer Höhe von 1500 m und einer Entfernung von 2000 m wirksam bekämpft werden. Die Kadenz lag bei 2200 Schuss je Minute.

## Varianten
In der Volksrepublik China wurde die ZPU als Type 56 in Lizenz produziert. Die Waffe unterscheidet sich konstruktiv nicht von der sowjetischen Ausführung. Nordkorea baute die ZPU-4 bzw. Type 56 ebenfalls in größerer Stückzahl, Ersatzteile für die ZPU-4 wurden bzw. werden in Ägypten, Nordkorea und im Iran gefertigt.
In Rumänien wurde die Waffe modifiziert, anstelle der ursprünglichen wurde eine Einachslafette verwendet. Einige dieser Waffen kamen später nach Kroatien.

## Einsatz

### Einsatzgrundsätze
Die Waffe war ursprünglich für den Einsatz in den motorisierten Schützenregimentern gedacht. Die entsprechenden Regimenter der Sowjetarmee und nach sowjetischem Vorbild gegliederter Streitkräfte verfügten über ein Fla-MG Batterie ZPU-4. Eingesetzt wurde die ZPU-4 zur Abwehr feindlicher Luftfahrzeuge in allen Gefechtsarten sowie auf dem Marsch. Die ZPU-4 konnte das Feuer sowohl aus Stellungen oder auch aus dem kurzen Halt führen. Aufgrund der beschränkten Reichweite der Waffen konnte der Einsatzraum bzw. das Marschband des Regimentes nicht vollständig abgedeckt werden, daher war die Bildung von Schwerpunkten nötig. Ergänzt wurde die Luftabwehr durch die Flak-Regimenter der übergeordneten Führungsebene, im Regelfall mit dem Waffensystem S-60 ausgerüstet, sowie der Flugabwehrbewaffnung der Gefechtsfahrzeuge.
Bereits kurze Zeit nach Einführung der Waffe zeigten sich deren Grenzen. Das Kaliber gestattete nur eine Bekämpfung von Luftzielen bis maximal 2000 m Höhe unter günstigen Umständen. Entscheidender war jedoch das Fehlen elektronischer Aufklärungsmittel sowie das Fehlen entsprechender Feuerleitanlagen. Die Waffe konnte bei Nacht und schlechter Sicht praktisch nicht eingesetzt werden, eine Bekämpfung tief- und schnellfliegender Strahlflugzeuge, wie sie ab Beginn der 1960er Jahre in den NATO-Staaten zum Einsatz kamen, war ebenfalls nur schwer möglich. Schutz gegen feindliche Waffenwirkung war nicht vorhanden, die Beweglichkeit im Gelände eingeschränkt. Daher wurde die Waffe in den motorisierten Schützenregimentern durch die ab 1957 entwickelte ZSU-23-4 abgelöst.
In Nordkorea, wo die Waffe bis heute im Einsatz steht, verfügt ein Armeekorps über ein Fla-MG-Bataillon mit ZPU-4, in der Division ist eine Fla-MG-Batterie mit acht ZPU-4 eingegliedert. Die Bewaffnung dieser Fliegerabwehreinheiten wird durch tragbare Fla-Raketensysteme ergänzt.
Die ZPU-4 wurde auch in Entwicklungsländer exportiert und gelangte auch in die Hände von Befreiungsbewegungen und anderer militärischer Gruppierungen. Dort wichen Einsatzgrundsätze und Gliederung der Einheiten vom sowjetischen Vorbild teilweise stark ab.
In den 1960er Jahren setzte die Sowjetarmee die ZPU-4 auch zum Schutz von Eisenbahnzügen ein. Gezogen von einer gepanzerten Lokomotive, wurden auf Plattformwagen je vier ZPU-4 und eine ZU-23 installiert. Diese Züge dienten zur schnellen Verlegung von Panzern und anderer schwerer Kampftechnik im ansonsten weitgehend straßenlosen Grenzgebiet zu China.

### Einsatzstaaten
Die Waffe wurde an zahlreiche europäische, nahöstliche, afrikanische und asiatische Staaten geliefert und befindet sich dort teilweise noch heute im Einsatz. In Europa wird die ZPU-4 noch von den Armed Forces of Malta genutzt. Zusammen mit der 40-mm-L70-Flakgeschütz von Bofors bildet sie die Flugabwehrkomponente der maltesischen Streitkräfte.

### Einsatz in der NVA
Die ZPU-4 wurde bei der Nationalen Volksarmee in den motorisierten Schützenregimentern eingesetzt. Jedes Regiment verfügte über eine Fla-MG Batterie mit 15 ZPU-4. Ergänzt wurden diese durch die ZPU-2 der Fla-Züge der motorisierten Schützenbataillone. Die Einführung begann 1956, die Ablösung bereits 1966. Ab 1968 wurde die ZPU-4 in den motorisierten Schützenregimentern durch den Flakpanzer ZSU-23-4 abgelöst. In einigen Regimentern wurde bis zur Verfügbarkeit der ZSU-23-4 die ZU-23 als Zwischenlösung eingeführt. Die vorhandenen ZPU-4 wurden an die Kampfgruppen übergeben. Mitte der 1980er Jahre wurden einige dieser Waffen wieder an die NVA übergeben und für die Mobilmachungsdivisionen der NVA eingelagert. Dort waren sie für die Fla-Einheiten der motorisierten Schützenregimenter vorgesehen, die ansonsten über keine andern Flugabwehrmittel verfügten.

### Einsatz in Kriegen und bewaffneten Konflikten

#### Korea

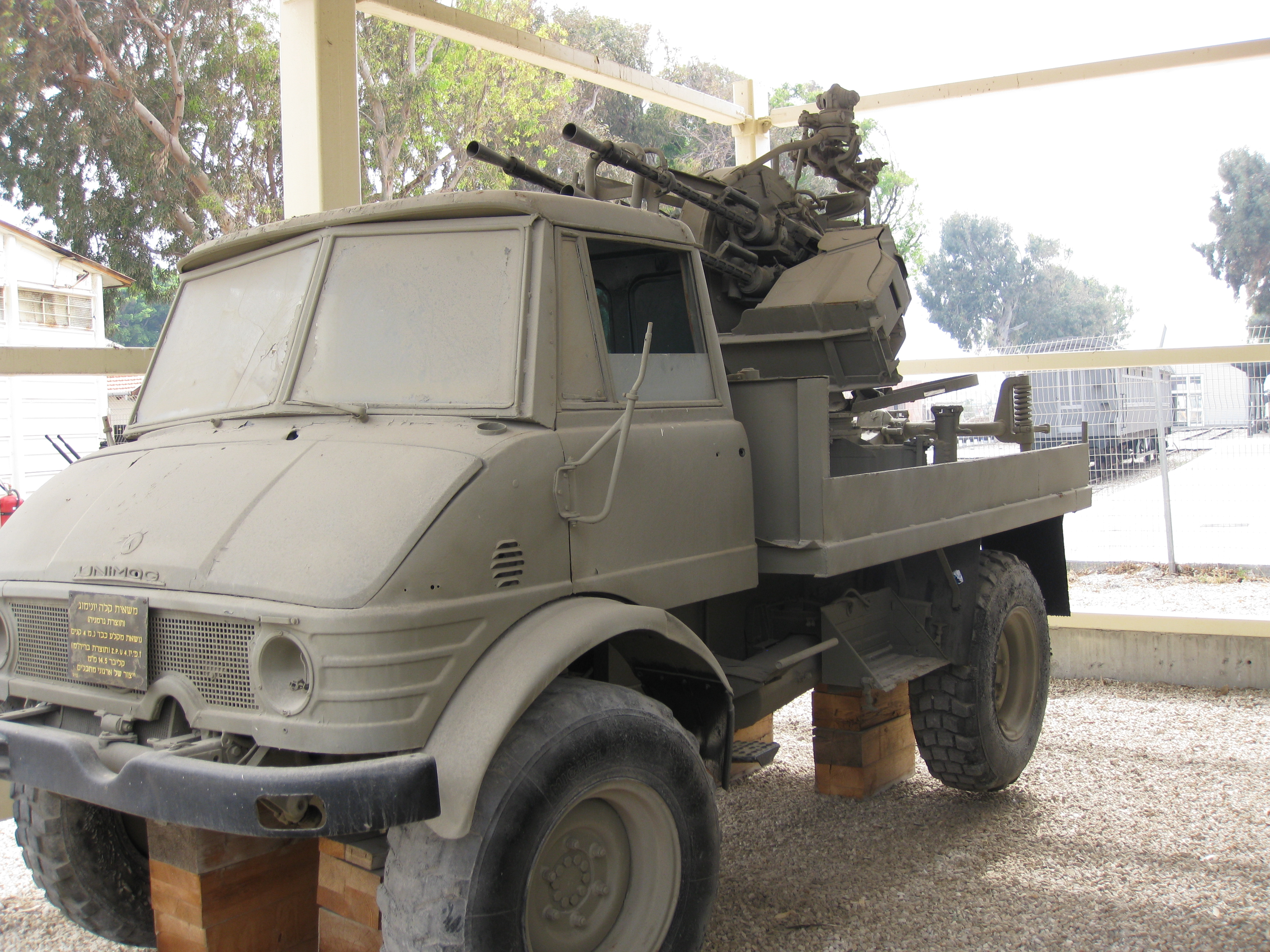
Improvisierte Selbstfahrlafette auf Fahrgestell Unimog, Batey HaOsef Museum, Israel

Erstmals wurde die ZPU-4 im Koreakrieg von nordkoreanischen und chinesischen Verbänden eingesetzt. Insgesamt war der Einsatz jedoch wenig wirksam, da der Ausbildungsstand der Besatzungen unzureichend war und die Luftstreitkräfte der USA die Luftherrschaft besaßen.

#### Naher Osten
Die arabischen Staaten nutzen die Waffe in den diversen militärischen Auseinandersetzungen mit Israel in den 1960/70er Jahren. Syrien und Ägypten setzten die ZPU-4 erstmals im Sechstagekrieg 1967 ein. In Syrien wurde die ZPU-4 überhaupt nicht wirksam, da die israelische Luftwaffe die syrische Luftverteidigung bereits am zweiten Kampftag ausgeschaltet hatte und die absolute Luftherrschaft errang. Ägypten hatte ausreichend ZPU-4 beschafft, um 50 Divisionen und einige selbstständige Einheiten auszurüsten, doch auch diese wurden durch die Luftüberlegenheit Israels eliminiert. Während des Vormarsches auf der Sinai-Halbinsel erbeutete die israelische Armee ausreichend ägyptische ZPU-4, um eine eigene Reserveeinheit auszurüsten.
Im Jom-Kippur-Krieg verfügte die ägyptische Armee über ausreichend moderne Flugabwehrsysteme, so dass die ZPU-4 hauptsächlich zum Schutz von Divisionsgefechtsständen und nur noch vereinzelt in der Truppe eingesetzt wurde. Die 15. Panzerbrigade, die am Großen Bittersee eingeschlossen wurde, nutzte ihre ZPU-4 zum Kampf gegen israelische Bodentruppen. Die wenigen syrischen ZPU-4 erwiesen sich als ineffektiv.
Im Libanonkrieg 1982/83 nutzten sowohl die libanesische als auch die syrische Armee als auch diverse Milizen die ZPU-4. Einige Waffen wurden improvisiert auf verschiedene Fahrzeuge gesetzt, um ihre Beweglichkeit zu erhöhen. Auch im seit 2011 währenden Konflikt in Syrien wurden auf Fahrzeuge montierte ZPU-4 eingesetzt. Da die ZPU-4 als Flugabwehrwaffe bereits in den 1960er Jahren von anderen Waffensystemen abgelöst wurde, verschob sich der Einsatzschwerpunkt hin zum Kampf gegen Bodenziele. Hier war besonders die im Vergleich zum KPW deutlich höhere Feuergeschwindigkeit vorteilhaft.

#### Vietnam
Im Vietnamkrieg erwies sich die Waffe im Einsatz gegen Hubschrauber als besonders effektiv. Die ZPU-4 war leicht und konnte zügig, unter anderem mit Lasttieren und auf Fahrrädern, transportiert und schnell getarnt werden. Die vietnamesischen Streitkräfte entwickelten spezielle Einsatztaktiken. Im Dschungel kamen jeweils zwei bis drei ZPU-4 in einer dreieckigen Stellung zum Einsatz, die mit unterschiedlicher Rohrerhöhung ein wirksames Sperrfeuer gegen tieffliegende Hubschrauber und Flugzeuge schießen konnten. Zum Schutz von Brücken und anderen Objekten wurde die ZPU-4 mit ZPU-2, ZSU-23 und großkalibrigen Fla-Geschützen kombiniert und ein Radargerät zur Frühwarnung genutzt. Dadurch konnte ein großer Entfernungs- und Höhenbereich wirksam abgedeckt werden.
Außer Hubschraubern konnten auch Flugzeuge wirksam bekämpft werden. Neben einigen O-1 Bird Dog und O-2 Skymaster sollen auch sechs F-4 Phantom, eine AC-119 und eine P-2 Neptune mit ZPU-4 abgeschossen worden sein.

#### Afrika
Sowohl Tansania als auch Uganda setzten die ZPU-4 während der Auseinandersetzungen 1979 ein.
In Angola schossen die auf Seiten der angolanischen Regierung kämpfenden kubanischen Verbände einen südafrikanischen Hubschrauber mit ZPU-4 ab.

#### Afghanistan
Die ZPU-4 befand sich bei Beginn des Krieges in Afghanistan 1979 noch im Bestand der Luftlandetruppen der Sowjetarmee. Zu Beginn der Kampfhandlungen wurden ZPU-4 auch mit Fallschirmen aus Transportflugzeugen abgeworfen, obwohl sie dafür eigentlich nicht vorgesehen waren.
Einige ZPU-4 gelangten aus sowjetischen Beständen in die Hände der Mudschaheddin, die ZPU-4 war jedoch für den Kampf im Gebirge zu schwer und zu unbeweglich und gegen Flugzeuge weniger effektiv als die ZU-23. Dennoch setzten die Mudschaheddin einige dieser Waffen ein und schossen eine Mil Mi-8 und zwei Mil Mi-24 ab. Obwohl die Mi-24 gepanzert war, gelang der Abschuss, da die Mudschaheddin das Feuer auf den Heckausleger konzentrierten, der sich als Schwachpunkt des Hubschraubers erwies.

#### Golfkriege
Der Irak setzte die Waffe noch 1980 bis 1988 im Ersten Golfkrieg (irakisch-iranischer Krieg) ein und schoss mindestens zwei iranische F-4 Phantom ab. Wie die amerikanischen Luftstreitkräfte in Vietnam, versuchte die iranische Luftwaffe dem Wirkungsbereich der Fla-Raketensysteme durch Tiefflüge zu entgehen, geriet dabei aber in den Wirkungsbereich kleinkalibriger Flugabwehrwaffen. Im weiteren Verlauf des Krieges flogen die iranischen Piloten extrem tief und schnell, um den Aufenthalt im Wirkungsbereich dieser Waffen zu minimieren. Da die ZPU-4 nicht über elektronische Aufklärungsmittel verfügte, konnte das Feuer meist erst dann eröffnet werden, wenn sich das Luftziel schon wieder außerhalb der eigenen Reichweite befand. Der Iran konnte eine große Anzahl ZPU-4 erbeuten und ergänzte diese mit in Nordkorea beschafften Waffen.
Im Zweiten Golfkrieg (1. amerikanisch-irakischer Krieg) erwies sich die ZPU-4 als praktisch wirkungslos. Einige Flugzeuge konnten zwar beschädigt werden, jedoch gelang kein einziger Abschuss. Die Masse der irakischen ZPU-4 wurde durch Kampfhubschrauber, Jagdbomber und Bodentruppen zerstört.
Auch im Dritten Golfkrieg (2. amerikanisch-irakischer Krieg) 2003 konnte die ZPU-4 nicht mehr wirksam eingesetzt werden. Die irakischen ZPU-4 fielen Luft- und Bodenangriffen zum Opfer, einige wurden auch aufgegeben und von amerikanischen Truppen erbeutet.